# اچ‌ام‌اس هرالد (۱۸۲۲)
اچ‌ام‌اس هرالد (۱۸۲۲) (به انگلیسی: HMS Herald (1822)) یک کشتی بود که طول آن ۱۱۳ فوت ۸ اینچ (۳۴٫۶ متر) بود. این کشتی در سال ۱۸۲۲ ساخته شد.